# Dreiberg
Der Dreiberg ist ein Begriff aus der Heraldik und bezeichnet einen Hügel mit wenigstens drei Wölbungen, wobei die mittlere Wölbung erhöht ist. Er kann eine gemeine Figur und auch Heroldsbild im Wappen sein.

## Darstellung
Bei der Darstellung im Schildfuß ist der Dreiberg oft ein Heroldsbild, da er in diesem Fall als Wappenschnitt von Schildrand zu Schildrand verläuft. Die Bögen symbolisieren häufig Berge, daher der Name. Besteht er nicht aus Bögen, spricht man auch von dreispitziger Berg oder dreigespitzigem Berg. Beim eigentlichen Dreiberg ist die mittlere Kuppe meist erhöht, und oft auch insgesamt vergrößert, bei der gespitzten Form meldet man eine erhöhte Mittelspitze. Die Figur ist weit verbreitet und häufig.
Fünf und sieben Berge in dieser Anordnung sind selten. Hingegen ist der Sechsberg, aus sechs Hügeln gebildet, besonders in der italienischen und schweizerischen Heraldik beliebt. Ist die Anzahl größer als sechs, wird in der Heraldik von Schroffen gesprochen. Diese sind auch mit Flammen als brennende Schroffen bekannt.
Ist im Wappen ein Berg mit heraldischen Blumen, oft mit der Lilie besteckt, wird das als blühender Berg blasoniert.
Häufig ist der Dreiberg auch Stellplatz für ein Wappentier. Im Suhler Wappen ist … im geöffneten Tore stehend nach rechts auf grünem Dreiberge eine schwarze Henne mit rotem Kamm.
Genauso gerne ist der Berg von einem (auf der Mittelkuppe), oder von drei Bäumen (dann auf jeder Kuppe) bestanden. Dann symbolisiert er allgemein bewaldete Berge. Bergün zeigt auf dem Dreiberg bedeutungsvoll
einen schwarzen, aufrechten Steinbock mit blauem Schwert.
Die bekanntesten Dreiberge finden sich im Wappen Ungarns sowie dem Wappen der Slowakei. Hier werden die drei Gebirge Tatra, Fatra und Mátra dargestellt. Der Dreiberg auf dem Wappen Sloweniens stellt den Triglav (Dreikopf), den höchsten Berg Sloweniens dar (redendes Wappen).

## Beispiele von Wappen mit dem Dreiberg

### Staaten

Wappen der Slowakei
Wappen Sloweniens (kein heraldischer Dreiberg)
Wappen Ungarns

### Landkreise in Deutschland

Landkreis Deggendorf
Landkreis Ebersberg
Landkreis Rhön-Grabfeld
Landkreis Traunstein

### Gemeinden in Deutschland

Absberg
Ahorntal
Aldersbach
Altenmarkt an der Alz
Altenthann (Oberpfalz)
Apfeldorf
Arberg
Arnbruck
Arnstein (Unterfranken)
Asbach-Bäumenheim
Ascha (Niederbayern)
Aschau im Chiemgau
Ascheffel
Auerbach (Landkreis Deggendorf)
Auerbach in der Oberpfalz
Außernzell
Bad Bocklet
Bad Wiessee
Baierbach
Baiern (Landkreis Ebersberg)
Balderschwang
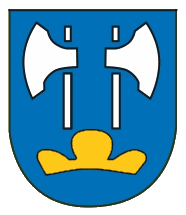
Bartenstein (Schrozberg)
Bellenberg
Berg (Oberfranken)
Bergheim (Oberbayern)
Berglern
Bergrheinfeld
Bernau am Chiemsee
Bernbeuren
Bischberg
Bibertal
Bischofsmais
Bliestorf
Böhmfeld
Breitenthal (Schwaben)
Brennberg
Buchbach (Oberbayern)
Buchhofen
Burghausen
Burglengenfeld
Colmberg
Denklingen
Dieterskirchen
Dinkelsbühl
Ebersberg
Eglfing
Engelsberg
Erlbach (Oberbayern)
Essing
Euerdorf
Falkenstein (Oberpfalz)
Fellen
Forstinning
Fuchsmühl
Fürsteneck
Gablingen
Geiersthal
Georgenberg
Germering
Gößweinstein
Gottfrieding
Grabenstätt
Gräfenberg
Greifenberg
Großkarolinenfeld
Grünwald
Günzburg
Guteneck
Haag (Oberfranken)
Halblech
Halfing
Hammelburg
Heidelberg
Hemhofen
Hendungen
Hengersberg
Hohenwarth (Landkreis Cham)
Hornberg
Hummeltal
Hunding (Niederbayern)
Hutthurm
Icking
Igling
Ihlienworth
Inning am Holz
Iphofen
Johannesberg (Bayern)
Kaufering
Kempten (Allgäu)
Kienberg (Oberbayern)
Kirchberg im Wald
Kirchdorf im Wald
Kleinheubach
Klingenberg am Main
Knetzgau
Kohlberg (Oberpfalz)
Kranzberg
Lam
Landsberg am Lech
Langenbach (Oberbayern)
Langenberg (Rheinland)
Lauf an der Pegnitz
Lehrberg
Lindberg
Lindenberg im Allgäu
Mainburg
Mallersdorf-Pfaffenberg
Mamming
Mariaposching
Markt Schwaben
Maroldsweisach
Mauerstetten
Mauth
Memmelsdorf
Mintraching
Moos (Niederbayern)
Münchberg
Münchsmünster
Nesselwang
Neuburg am Inn
Neuburg an der Donau
Neuhaus an der Pegnitz
Neureichenau
Niederalteich
Oberhaching
Oberhausen (bei Neuburg/Donau)
Oberpöring
Oberreute
Oberrieden (Schwaben)
Obertrubach
Parkstein
Paunzhausen
Perkam
Petersberg (Hessen)
Petersberg (Pfalz)
Pfeffenhausen
Plattling
Pleystein
Prackenbach
Pürgen
Reichling
Reimlingen
Remlingen (Unterfranken)
Riedenberg
Riekofen
Rimbach (Landkreis Rottal-Inn)
Rinchnach
Ringelai
Röckingen
Rödelmaier
Roggenburg (Bayern)
Röslau
Roßbach (Niederbayern)
Rott am Inn
Rückholz
Ruhpolding
Samerberg
Sandberg (Unterfranken)
Sankt Oswald-Riedlhütte
Schaufling
Scheinfeld
Scherstetten
Schnaittach
Schneeberg (Unterfranken)
Schneizlreuth
Schöfweg
Schöllkrippen
Schönberg (Oberbayern)
Schonungen
Schönwald (Bayern)
Schwifting
Seeon-Seebruck
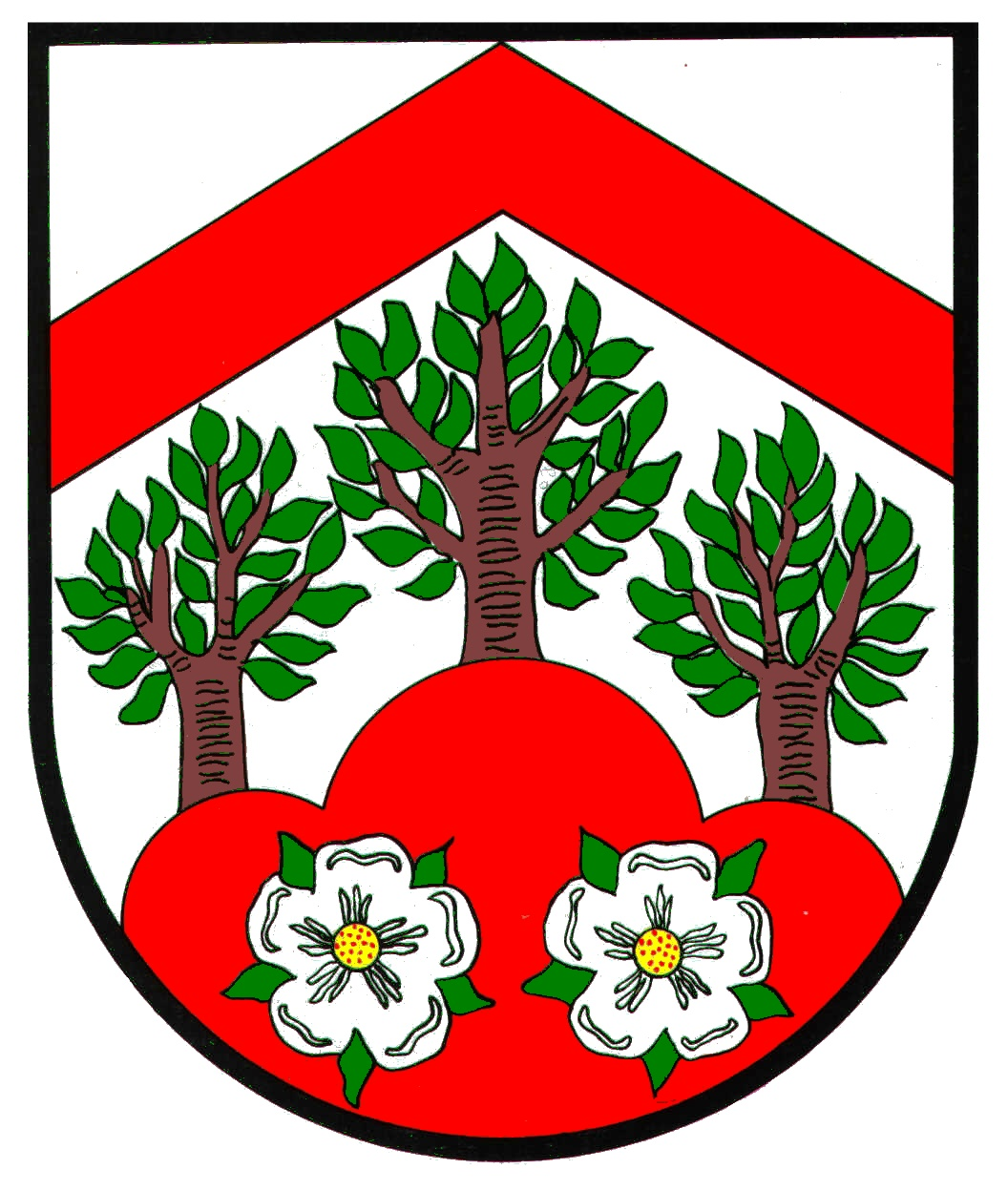
Sennestadt
Sinzing
Spatzenhausen
Starnberg
Steinberg am See
Steinkirchen (Oberbayern)
Stetten (Schwaben)
Stötten am Auerberg
Suhl
Tagmersheim
Tann (Niederbayern)
Teublitz
Thaining
Thanstein
Thyrnau
Tiefenbach (bei Passau)
Tiefenbach (Oberpfalz)
Traunstein
Trausnitz
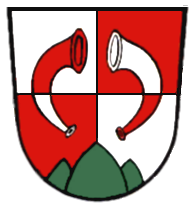
Triberg im Schwarzwald
Triftern
Trostberg
Tussenhausen
Üchtelhausen
Untrasried
Wald (Oberpfalz)
Wald (Hohenzollern)
Walkertshofen
Wallgau
Warmensteinach
Weiden in der Oberpfalz
Weihenzell
Weisendorf
Wettringen (Mittelfranken)
Weyarn
Willmars
Willmering
Windach
Windberg
Winterrieden
Wolfertschwenden
Wolnzach
Wonneberg
Woringen
Wörnitz
Wörth an der Donau
Zachenberg
Zandt
Zangberg
Zell (Oberpfalz)

Gemeindeverband:
Samtgemeinde

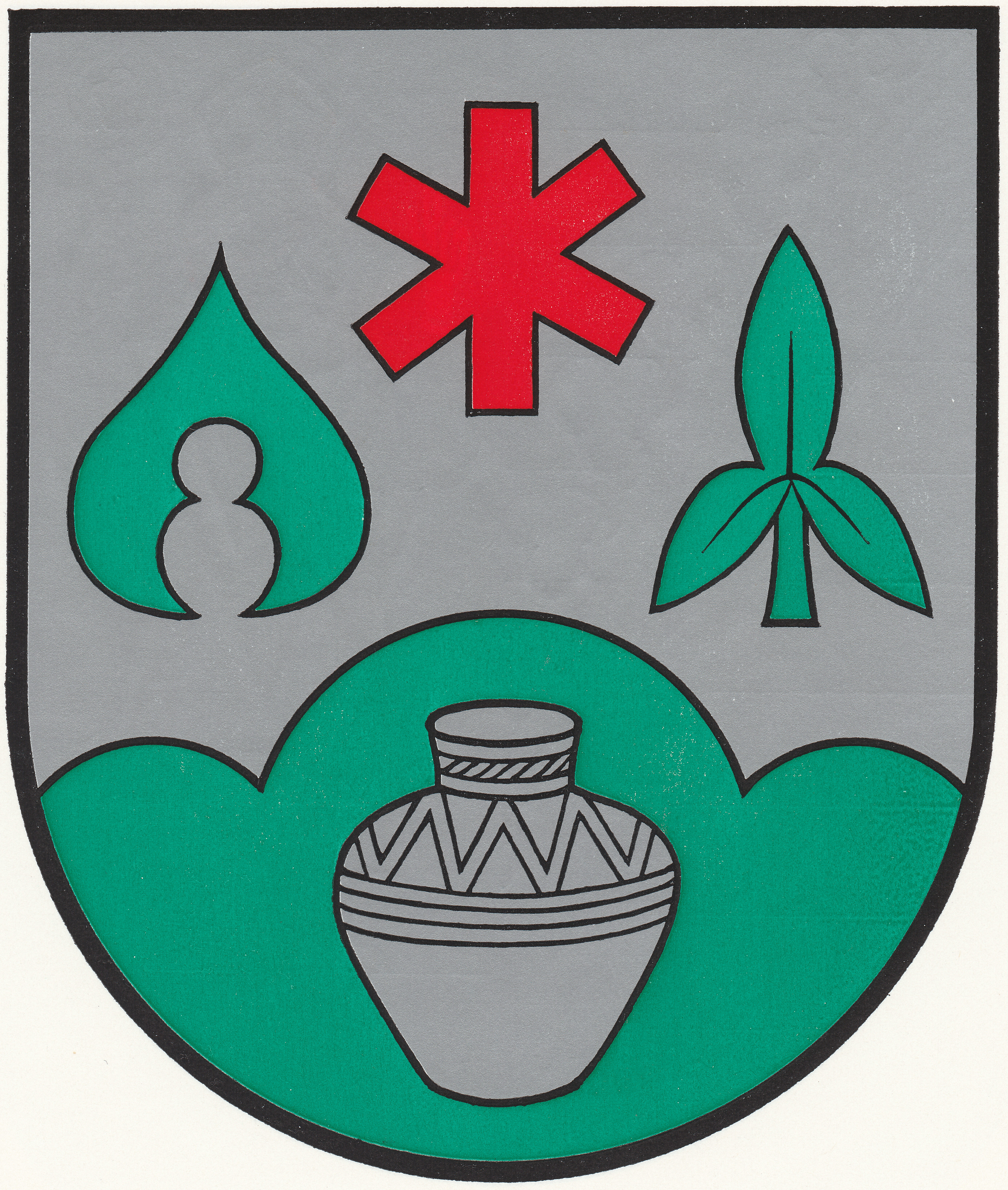
Samtgemeinde Sietland

### Gemeinden in Österreich

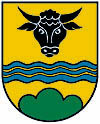
Aurach am Hongar
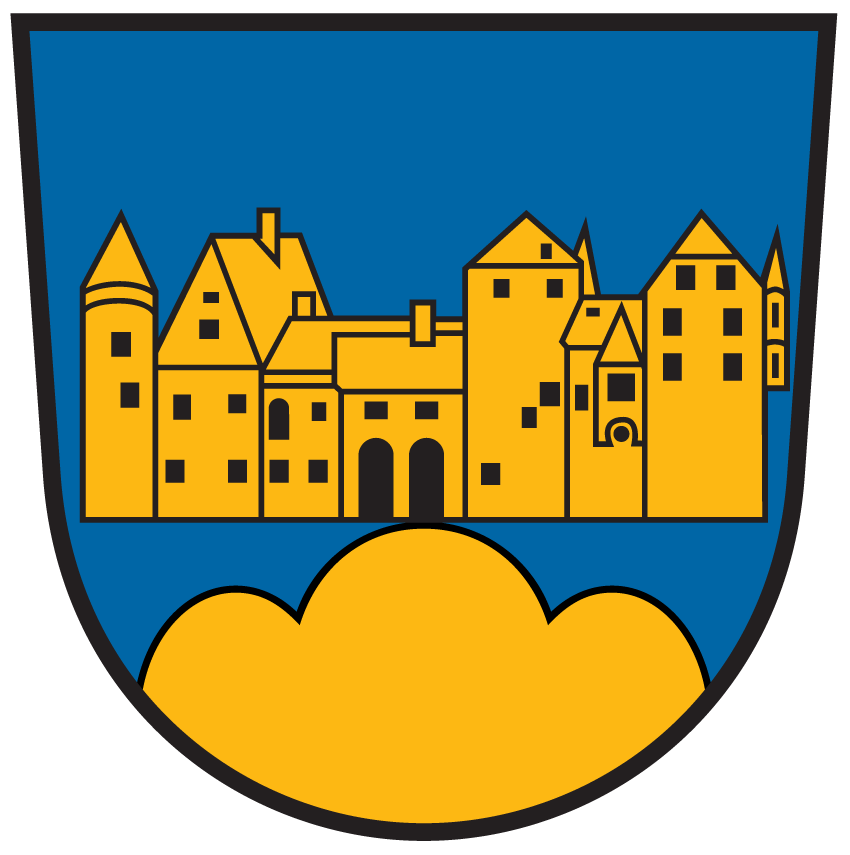
Frauenstein
Kufstein

### Gemeinden in der Schweiz

Eglisau
Lufingen
Murten

## Varianten
Es gibt einige Varianten des Dreibergs wie zum Beispiel den Vierberg.

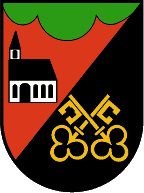
Auf den Kopf gestellt, St. Anton im Montafon
halbiert, Dittelbrunn
schwebend, Elzach
Fünfberg, Berg (Pfalz)
Fünfberg, Bergen (Mittelfranken)
Fünfberg, Birgland
Fünfberg, Kumhausen
Fünfberg, Stadtbergen
Fünfberg schwebend, Rettenberg
Sechsberg unter Baselstab, Delsberg
Sechsberg, Fichtenberg
Sechsberg, Friedberg (Bayern)
Sechsberg, Geltendorf
Lauben (Landkreis Unterallgäu)
Sechsberg, Mahlberg/Ortenaukreis
Sechsberg im Papstwappen von Johannes Paul I.
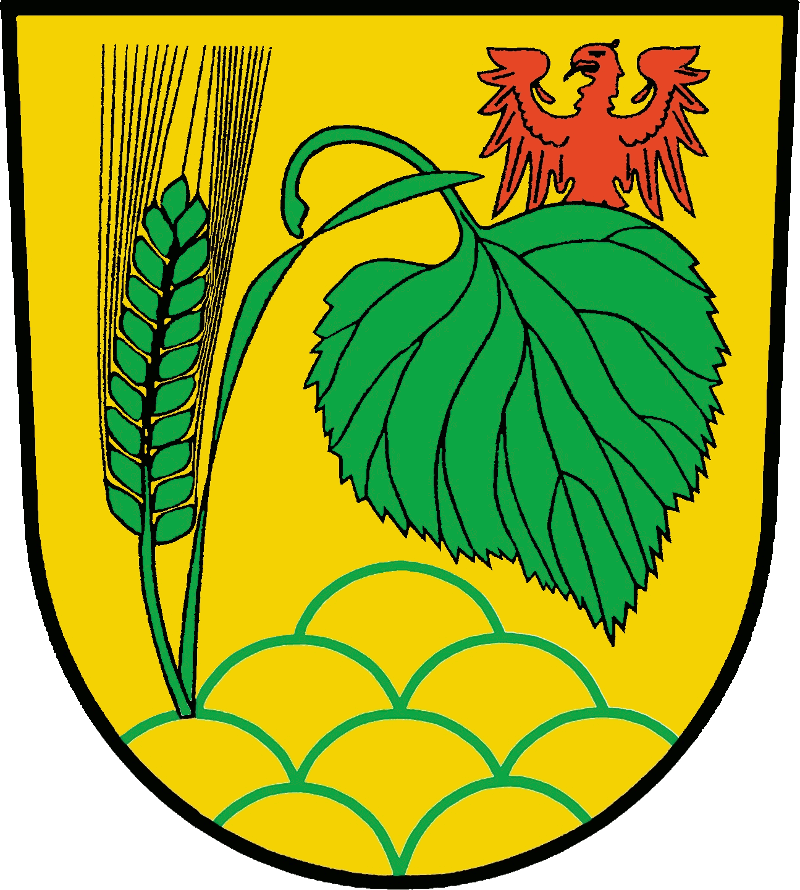
Achtberg, Amt Biesenthal-Barnim
Neunberg, Wuppenau
Zehnberg, Salenstein